# Den stygge stedsøster
Den stygge stedsøster (norsk: Den stygge stesøsteren) er en norsk film fra 2025, der er instrueret af Emilie Blichfeldt. Filmen var Blichfeldts instruktørdebut. Det er en satirisk gendigtning af eventyret om Askepot, der vender historien på hovedet med stedsøsteren Elvira i hovedrollen som en forvirret ung pige, der er offer for samfundets skønhedsidealer, sin statusbesatte mors forventninger og sine egne romantiske forestillinger om prinsen på den hvide hest. 
Filmen kan betragtes som en moderne kropsgyser-historie, der vender op og ned på hele ideen om grimhed og skønhedsstandarder, hvordan unge kvinder stræber efter sidstnævnte – og hvorfor.

## Produktion
Filmen havde verdenspremiere på den amerikanske Sundance Film Festival i januar 2025. En række filmfolk fra Danmark og andre lande har været involveret i produktionen. Således har Marcel Zyskind været fotograf, Olivia Neergaard-Holm klippet og Sabine Hviid iscenesat. Det danske produktionsselskab MOTOR har ligeledes deltaget som en af mange filmvirksomheder.

## Handling
Filmen er tænkt som en sjov og brutal version af det klassiske eventyr om Askepot, hvor stedsøsteren Elvira indtager hovedrollen. Den ængstelige og behagesyge Elvira ankommer til sin nye stedfars hjem med hovedet fyldt af fantasier hentet fra ridderromantisk litteratur, og hendes højeste ønske er at blive gift med den eftertragtede prins Julian. Da han inviterer til hofbal, er hun villig til at gøre hvadsomhelst for at blive hans udkårne dame. Hun må først tilpasse sit ydre, der ikke lever op til kongerigets nådesløse skønhedsidealer, bagefter uskadeliggøre den uforskammet smukke papsøster Agnes og sidst, men ikke mindst få sin fod til at passe i den rigtige sko.

## Medvirkende
- Lea Myren som Elvira
- Ane Dahl Torp som Rebekka
- Thea Sofie Loch Næss som Agnes
- Flo Fagerli som Alma
- Isac Calmroth som prins Julian
- Malte Myrenberg Gårdinger som Isak
- Ralph Carlsson som Otto
- Cecilia Forss som Sophie von Kronenberg
- Katarzyna Herman som Madame Vanja
- Adam Lundgren som Dr. Esthétique
- Willy Ramnek Petri som Frederik von Bluckfish
- Kyrre Hellum som Jan
- Agnieszka Żulewska som Agnes' mor
- Oksana Czerkasyna
- Richard Forsgren

## Modtagelse

### Danmark
Filmmagasinet Ekko gav filmen fem stjerner ud af seks og hæftede blandt andet ordene forrygende morsom, feministisk, grænseoverskridende og genial omskrivning med dryp af ultravold og intelligent ironi på filmen. Anmeldelsen roste også hovedpersonernes skuespil i høje toner. Weekendavisen kaldte filmen absurd, komisk forfriskende og håbede, at den ville kunne nå et bredt publikum. Dagbladet Informations anmelder mente, at filmen præsterede det klammeste kostumedrama, hun nogensinde havde set, og mente, at selvom den imponerede visuelt, levede historien og karakteropbygningen ikke op til produktionsdesignet, og at 110 minutter var for lang tid at befinde sig i dens karikerede univers. Berlingske gav filmen tre stjerner og skrev, at den ikke var for sarte mennesker, og at hun på et tidspunkt frygtede, at hun ville kaste op.

### USA
På det amerikanske websted Rotten Tomatoes, der opsummerer amerikanske mediers filmanmeldelser, var 95 % af de 110 indsamlede anmeldelser positive.